# 餘式定理
多項式餘式定理（英語：Polynomial remainder theorem）是指一個多項式{\displaystyle P(x)}除以一線性多項式{\displaystyle x-a}的餘式是{\displaystyle P(a)}。

## 定義
我們可以一般化多項式餘式定理。如果{\displaystyle {\frac {P(x)}{M(x)}}}的商式是{\displaystyle Q(x)}、餘式是{\displaystyle R(x)}，那麼{\displaystyle P(x)=M(x)Q(x)+R(x)}。其中{\displaystyle R(x)}的次數會小於{\displaystyle M(x)}的次數。例如，{\displaystyle {\frac {5x^{3}+4x^{2}-12x+1}{x-3}}}的餘式是{\displaystyle 5\cdot 3^{3}+4\cdot 3^{2}-12\cdot 3+1=136}。又可以說是把除式的零點代入被除式所得的值是餘式。
至於除式為2次以上時，可將n次除式的{\displaystyle n}根{\displaystyle a,b,c,\cdots }列出聯立方程：
{\displaystyle P(a)=R(a),P(b)=R(b),P(c)=R(c),\cdots }
其中{\displaystyle P}是被除式，{\displaystyle R}是餘式。
此方法只可用在除式不是任一多項式的{\displaystyle n}次方。

## 推导
多項式餘式定理可由多項式除法的定義導出.根据多項式除法的定義，设被除式為{\displaystyle f(x)}，除式为{\displaystyle g(x)}，商式为{\displaystyle q(x)}，余式为{\displaystyle r(x)}，则有：
{\displaystyle f(x)=g(x)\cdot q(x)+r(x)}
如果{\displaystyle g(x)}是一次式{\displaystyle x-a}，则{\displaystyle r(x)}的次数小于一，因此，{\displaystyle r(x)}只能为常数，这时，余式也叫余数，记为{\displaystyle r}，即有：
{\displaystyle f(x)=(x-a)\cdot q(x)+r}
根据上式，当{\displaystyle x=a}时，有：
{\displaystyle f(a)=(a-a)\cdot q(a)+r=r}
因此，我们得到了余式定理：多项式{\displaystyle f(x)}除以{\displaystyle x-a}所得的余式等于{\displaystyle f(a)}。